# ESPゲーム
ESPゲーム（英: ESP game）は、難解なメタデータを生成する問題を解決するために開発された、ヒューマンベースト・コンピュテーション・ゲームである。このゲームのアイデアは、コンピューターには困難なタスク（ESPゲームの場合は画像認識）をゲームとしてパッケージ化することで、人間の能力によって解決するというヒューマンコンピューテーションの考えに基づいている。ESPゲームは初めにカーネギーメロン大学のルイス・フォン・アンによって考案されたが、後にGoogleがライセンスを購入した。2006年にGoogleはインターネット画像検索の結果をより良くするために、Google版のESPゲームであるGoogle Image Labelerを開発した。Google版は、2011年9月のGoogle Labsの閉鎖の一環として、2011年9月16日にサービスを終了した。

## コンセプト
コンピュータビジョンのうち、画像のラベリングはコンピュータが単独で行うのが困難なタスクである。人間は画像のラベリングについて完全な能力を有しているが、喜んでそれを進んでする必要性はない。そこで、このタスクを「ゲーム」として作成することで、人々をよりラベリングに参加しやすくすることが考えられた。参加者にどの程度ゲームを楽しめたか訊くと、ユーザから集められたデータは非常に肯定的なものだった。
その応用や、大量ののラベルづけされた画像の利用は重要な結果をもたらした。例えば、画像検索がより正確になったり、画像のラベルを読み上げることにより、視覚障害のあるユーザのアクセシビリティが向上した。画像をラベリングするために2人組のそれぞれをパートナーとするルールは、入力されるラベルがより正確になる可能性を高くする。パートナーと共通して表示される情報は両者が見ている画像だけであり、両者は合意を得るために妥当なラベルを入力しなくてはならないからだ。
ESPゲームの筆者は、このゲームによって生成されたラベルが実際に画像の説明として利用可能であることを示した。ランダムに選ばれたキーワードの検索結果が提示され、ゲームによって生成されたラベルを用いて検索した時の適切な画像の割合が極めて高いことが示された。さらなる評価検証では、ゲームによって生成されたラベルが画像を説明しているかが、実験参加者によって比較され、目標を達成していることが確かめられた。

## ゲームのルール

### 基本ルール
ログインするとすぐに、ユーザーは自動的にランダムなパートナーとマッチングする。パートナー同士はお互いを特定の誰かであると識別することはできず、またコミュニケーションを取ることもできない。マッチングが行われるとすぐに、彼らにはともに同じ画像が表示される。両者に課せられるタスクは、その画像に対して適切なラベルとなる単語について合意することである。ユーザーが（入力可能な）単語を入力すると、その単語をパートナーも入力していたのならば、その単語は合意したとみなされる（同時である必要はない）。そして、その単語はその画像に対するラベルとなる。両者には15枚の画像をラベリングするために2分半の時間が与えられている。
両者には「パス」するという選択肢がある。「パス」はその画像についてギブアップするということである。パートナーが「パス」を行うと、2人組のもう片方のユーザーには、パートナーが「パス」を望んでいるというメッセージが表示される。両者が「パス」を選択すると、新しい画像が表示される。
画像の中には「タブーワード」を持つものがある。「タブーワード」は有効なラベルとして入力できない単語である。これらの単語は通常、問題の画像に対して関係した単語であり、その画像に対してすでにラベリングが行われている普遍的な単語をユーザーに入力させないことで、ゲームを難しくしている。「タブーワード」はゲームによって生成される。例えば、ある画像が初めてゲームで用いられるとき、その画像は「タブーワード」を持っていない。しかし、その画像が再びゲームに現れるとき、画像は1回目のユーザーらによって合意された単語を「タブーワード」として持つことになる。また再度その画像がゲームに現れるとき。その画像は2つの「タブーワード」を持つことになる。このように、一度ある画像について十分な回数同じ単語がラベリングされると、その画像が多様なラベルを獲得することができるように、その単語は「タブーワード」となる。つまり、「タブーワード」はゲームシステムによって自動的に設定されるのである。
ときどき、ユーザーはゲームを（人間のパートナー無しで）1人だけでプレイすることがある。この場合は、ESPゲーム自身がパートナーとなり、すでに画像に付与されているラベルを、相方である人間のプレイヤーに対して提供する（それらのラベルは以前のゲームで実際の人間が付与したものである）。この仕組みはゲームを遊んでいるプレイヤーの人数が奇数である際に必要となる。
2008年の終わりには、このゲームはGWAP(Game with a purpose) として、新しいユーザーインターフェースとともに再ブランドされた。ルイス・フォン・アンが手掛けていた "Peekaboom" や "Phetch" といった他のゲームもこのタイミングで提供終了となった。

### 不正行為とその対策
ルイス・フォン・アンは、プレイヤーがこのゲームを「チート」し、誤ったデータをシステムに注入してしまうことを防ぐ対抗手段について説明している。ときどき、プレイヤーらにすでに普遍的なラベルが明らかになっているテスト画像を与えることで、そのプレイヤーらが誠実に解答を行っているかをチェックすることができる。その場合、そのプレイヤーらの回答はそのテスト画像を正しくラベリングできた場合に限り利用されることになる。さらに、ラベルは一定数のプレイヤーが合意した後にのみ画像に付与される。
ESPゲームはパートナーとの合意を促すために、「明らかな」ラベルを入力することを推奨する。しかし、このようなラベルは、適切な言語モデルを用いて既に存在するラベルから予測できることが多いため、それゆえに、そのようなラベルはシステムにほとんど情報を追加しない。Microsoft Researchのプロジェクトでは次に追加されるラベルに確率を割り当てる。このモデルは、画像を見ずにESPゲームをプレイするような不正プログラムなどに利用される。

## 画像の選択
ESPゲームに用いられる画像の選択は、プレイヤーの体験に大きな違いを生じる。もし、すべての画像が同じ場所のものであったり、非常に似たようなものであったりすると、ゲームは面白いものでなくなってしまう。
初期のESPゲームでは35万枚の画像が開発者によって選択され、使用されていた。後のバージョンでは、多少のフィルタリングを通じて、画像はWeb上からランダムに選択された。それらの画像は、完全にラベルが付けられるまで何度かゲームに導入される。それらのランダムな画像は、Googleのデータベースからランダムなページを選択するWebサイトである "Random Bounce Me" を利用して選択される。ただし、常にランダムページ内のすべてのJPEGまたはGIF画像を対象とし、方針に反する画像は除外する。例えば、空白の画像や、単色で構成される画像、縦横どちらでも20pxに満たない画像、そして、アスペクト比が4.5より大きく、または、1/4.5より小さい画像である。このプロセスを35万点の画像が集まるまで繰り返した。また、それらの画像はゲーム画面の表示に合わせてサイズが再調整された。15枚の異なる画像が、35万枚の中から、各ゲームセッションにおいて選択されることになる。